# Georg Stengel (Theologe)
Georg Stengel (latinisiert Georgius Stengelius; * 1584 in Augsburg; † 10. April 1651 in Ingolstadt) war ein deutscher Jesuit, katholischer Theologe, Philosoph und Schriftsteller.

## Leben
Georg Stengel fand 1601 in Landsberg Aufnahme in den Jesuitenorden. Ab 1603 studierte er Philosophie in Ingolstadt. Nach einer Lehrertätigkeit in Pruntrut und München absolvierte Stengel die theologischen Studien an der Universität Ingolstadt. 1618 übernahm der dort eine Professur für Philosophie und ab 1621 die der Kasuistik. Die Professur für Kontroverstheologie bekleidete er dann ab 1622. Von 1640 bis 1643 hatte Stengel das Rektorat des Dillinger Jesuitenkollegs inne, kehrte aber dann nach Ingolstadt zurück.
Georg Stengel verstarb am 10. April 1651 in Ingolstadt.

## Werke
Stengel verfasste 70 lateinische und deutsche Werke, darunter Gedichte, Abhandlungen und auch polemische Schriften. Zur polemischen Literatur zählen seine Traktate gegen seinen 1621 zum Luthertum konvertierten Ordensbruder Jacob Reihing.
Stengels Werke sind u. a.:
- Disputatio philosophica de bonis artibus in genere (1616)
- Disputatio philosophica de bono et malo syllogismo (1616)
- Vermeint päbstisch, eigentlich lutherische Fallstricke des armseligen, übel verstrickten Mannes J. Reihing (1622)
- Sapientissima Dei Mundum Regentis Gubernatio (1645)
- Opus de iudiciis divinis (1651)